# كاشتلياش الثاني
كاشتلياّش الثاني (كاش. Kaštiliašu) – بحسب قائمة الملوك التزامنية كان خامس ملوك السلالة الكاشية.  
يظهر اسم هذا الملك، في النقل الصوتي من الخط المسماري بالشكل mKaš-til-[a]-šu، في قائمة الملوك التزامنية (I 14'). ووفقًا لهذه القائمة، فقد كان خامس ملوك السلالة الكاشية، خلف أبي-راتّاش وسبَق أورزيغورومّاش.  
لا تُعرف أية نقوش لهذا الملك، كما أنه غير مذكور في أي من المصادر المعاصرة له. والمصدر الوحيد للمعلومات عنه هو قائمة الملوك التزامنية. في قائمة ملوك بابل أ وفي نسب أغوم الثاني في نقش أغوم-ككرم لم يُذكر اسمه.  
لا يُعرف على وجه الدقة متى حكم. فأن قائمة الملوك التزامنية تجعله معاصرًا لملك آشور شمسّي-أداد الثاني (حوالي 1585–1580 ق.م.)، لكن يبدو من الأرجح أنه كان معاصرًا لآخر ملوك السلالة البابلية القديمة (النصف الثاني من القرن السابع عشر ق.م.).
ويرى بعض الباحثين أن هذا الملك أو أحد الملكين الكاشيين الآخرين المبكرين الذين حملوا نفس الاسم (كاشتلياّش الأول، كاشتلياّش الثالث) قد يكون هو نفسه أحد ملوك مملكة هانا الذي حمل أيضًا اسم كاشتلياّش.